# James Burke

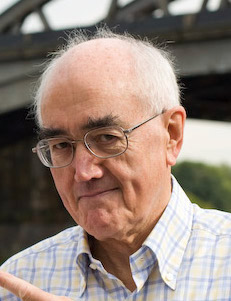
James Burke

James Burke (ur. 22 grudnia 1936 w Londonderry) – brytyjski historyk nauki, badający relacje pomiędzy odkryciami naukowymi, technicznymi wynalazkami oraz przesłankami społecznymi i ekologicznymi przyczyniającymi się do ich odkrycia. Jego książki, artykuły oraz programy dokumentalne mają charakter powiązanych ze sobą wielu wątków. Historia nauki jest przez niego prezentowana jako splot powiązanych ze sobą wydarzeń prowadzących do kumulacji wiedzy.
W latach 90. był felietonistą w Scientific American (edycja polska: Świat Nauki).

## Programy telewizyjne
- Powiązania (Connections 1979 - serial telewizyjny)
- Dzień, w którym zmienił się Wszechświat (The Day the Universe Changed 1985 - serial telewizyjny)
- Ocieplenie i co dalej (After the warming 1989 dwuczęściowy program dokumentalny)
- Powiązania2  (Connections 2, 1994 - serial telewizyjny)
- Powiązania 3 (Connections 3, 1997 - serial telewizyjny)